# Varpolje
Varpolje je razloženo naselje v Zgornji Savinjski dolini v Občini Rečica ob Savinji. Nahaja se med cesto Nazarje - Ljubno ob Savinji in reko Savinjo, na njenem levem bregu. Stari del naselja s kmetijami leži pretežno ob glavni cesti, novo naselje individualnih hiš pa je južno v »gmajni« ob Savinji. V listinah se prvič omenja leta 1347 kot Aerendorf.
Ob Savinji so obsežni logi in gmajne s pašniki, grmovjem ter redkim drevjem, na Rečiškem polju severovzhodno od vasi pa je obdelan svet s hmeljišči, njivami in travniki.
Dejavnosti : kmetijstvo (poljedelstvo, govedoreja, zadružna farma kokoši-nesnic);  storitvene dejavnosti ( market, bife, pekarna, več avtoprevozništev...); energetika (2 mali hidroelektrarni na potoku Struga).
Turistična infrastruktura : avtokamp  Camping Menina,apartma Olga, športni park Gmajna ( mali nogomet, rokomet, košarka, odbojka na mivki, balinanje, otroško igrišče, grbine za kolesarje-dirt park, piknik prostor),  kinološki poligon.